# Рајсвил (Пенсилванија)
Рајсвил (енгл. Riceville) насељено је место без административног статуса у америчкој савезној држави Пенсилванија.

## Демографија
По попису из 2010. године број становника је 68, што је 14 (-17,1%) становника мање него 2000. године.
| Група             | 2000.       | 2010.       |
| Белци             | 82 (100,0%) | 68 (100,0%) |
| Афроамериканци    | 0 (0,0%)    | 0 (0,0%)    |
| Азијати           | 0 (0,0%)    | 0 (0,0%)    |
| Хиспаноамериканци | 0 (0,0%)    | 0 (0,0%)    |
| Укупно            | 82          | 68          |